# Альхусен
Альхусен (ісп. Aljucén) — муніципалітет в Іспанії, у складі автономної спільноти Естремадура, у провінції Бадахос. Населення — 242 особи (2010).
Муніципалітет розташований на відстані близько 270 км на південний захід від Мадрида, 60 км на схід від Бадахоса.
На території муніципалітету розташовані такі населені пункти: (дані про населення за 2010 рік)
- Альхусен: 239 осіб
- Лос-Чапарралес: 3 особи

## Демографія
Динаміка населення (INE ):

## Галерея зображень

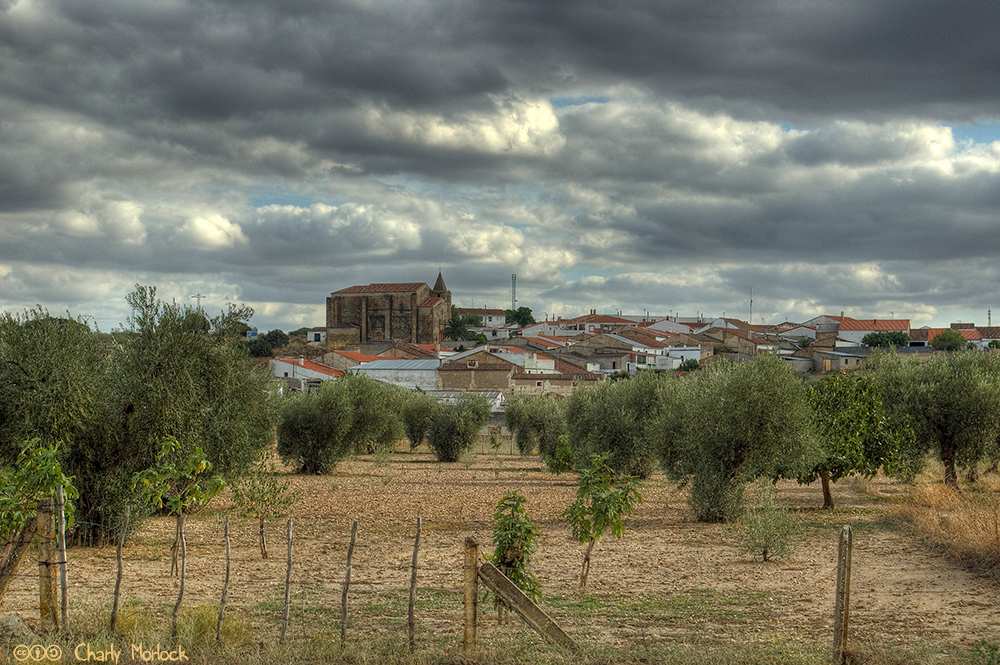
Альхусен